# Ojíbuas
Os Ojíbuas, (em inglês, ojibwas) Ojibwe, Ojibwa, Chippewa ou Saulteaux são um povo Anishinaabe no que atualmente é o sul do Canadá e o norte do meio-oeste dos Estados Unidos. Nos Estados Unidos, eles têm a quinta maior população entre os povos nativos americanos, superada em número apenas pelos Navajo, Cherokee, Choctaw e Sioux. No Canadá, eles são a segunda maior população das Primeiras Nações, superada apenas pelos Cree. Eles são um dos povos indígenas mais numeroso são norte do Rio Grande.
O povo ojibwe fala tradicionalmente a língua ojibwe, um ramo da família linguística algonquina. Eles fazem parte do Conselho dos Três Fogos e dos Anishinaabeg, que incluem os Algonquin, Nipissing, Oji-Cree, Odawa e os Potawatomi. Historicamente, através do ramo Saulteaux, eles fizeram parte da Confederação de Ferro, juntando-se aos Cree, Assiniboine, e Metis.
A população ojíbua é de aproximadamente 320 000 pessoas, com 170 742 vivendo nos Estados Unidos em 2010, e aproximadamente 160 000 vivendo no Canadá. Nos Estados Unidos, existem 77 940 Ojíbuas da linha principal; 76 760 Saulteaux; e 8 770 Mississauga, organizada em 125 grupos. No Canadá, eles vivem do oeste de Quebec ao leste da Colúmbia Britânica.
A língua tradicional do povo ojibwe, a língua ojíbua, conhecida como Anishnaabemowin ou Ojibwemowin, é um ramo da família linguística algonquina. Ojibwemowin é a quarta língua indígina americana mais falada na América do Norte, superada pelas línguas navaja, cri, e inuíte. Muitas décadas do comércio de pele com os Franceses estabeleceram a língua como um idioma chave para o comercio dos Grandes Lagos e do norte das Grandes Planícies. A popularidade do poema épico A Canção de Hiawatha, escrito por Henry Wadsworth Longfellow em 1855, divulgou a cultura ojíbua. O épico contém muitos toponímios que têm origem em palavras ojíbuas.
O povo ojibwe foi colonizado por canadenses descendentes de europeus. Eles assinaram tratados com líderes colonos, e muitos colonos europeus habitaram as terras ancestrais ojibwe.